# Virginia Fair Vanderbilt

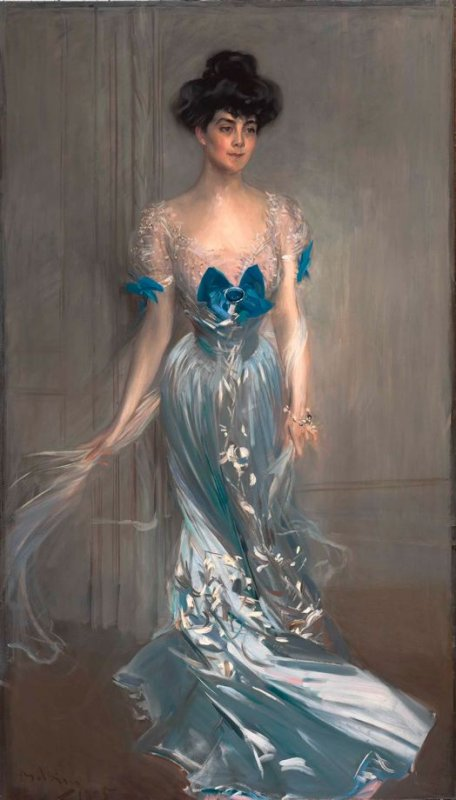
Schilderij van Virginia Fair Vanderbilt circa 1900 door Giovanni Boldini

Virginia Fair Vanderbilt (San Francisco, 2 januari 1875 – New York, 7 juli 1935) was een Amerikaanse societydame en filantrope.

## Biografie
Virginia Graham Fair, bijgenaamd Birdie, was de dochter van James Graham Fair en Theresa Rooney. James G. Fair was een industrieel die plotsklaps miljonair werd met zilvermijnen in Nevada. Van 1881 tot 1887 was hij tevens senator namens die staat. Toen Virginia's vader in 1894 overleed, liet hij haar en haar zus Theresa een fortuin na. 
Op 26 maart 1899 huwde Virginia Fair William Kissam Vanderbilt II uit de schatrijke familie Vanderbilt. Ze gingen in een villa aan Fifth Avenue in New York wonen en kregen drie kinderen. Het koppel ging rond 1909 uit elkaar, maar omdat Virginia erg katholiek was zijn ze pas in 1927 gescheiden, toen haar echtgenoot wilde hertrouwen.
In 1902 lieten Virginia en Theresa in San Francisco een hotel bouwen ter ere van hun vader: The Fairmont. Ze verkochten hun aandelen in 1906, enkele dagen voor de vernietigende aardbeving van 1906. Het hotel werd beschadigd maar niet verwoest en heropende uiteindelijk in 1907, nadat architecte Julia Morgan de nodige aanpassingen had gemaakt. Virginia's zus Theresa kocht het eigendom in 1908 terug op en behield het tot 1924.
In 1910 richtte ze het Virginia Fair Legacy Fund op, dat gebruikt werd om een rooms-katholiek internaat te herbouwen. 
Nadat haar voormalige echtgenoot een volbloedpaardenfokkerij en renbaan in Deauville had geërfd, richtte Fair – die ook geïnteresseerd was in paardensport – haar eigen renbaan op in de jaren 20. Met volbloed Sarazen behaalde ze enkele grote overwinningen.
Haar jongste kind, William Kissam Vanderbilt III, overleed in 1933. Op 15 juli 1935 overleed Virginia Fair in Manhattan door een longontsteking.